# 較正

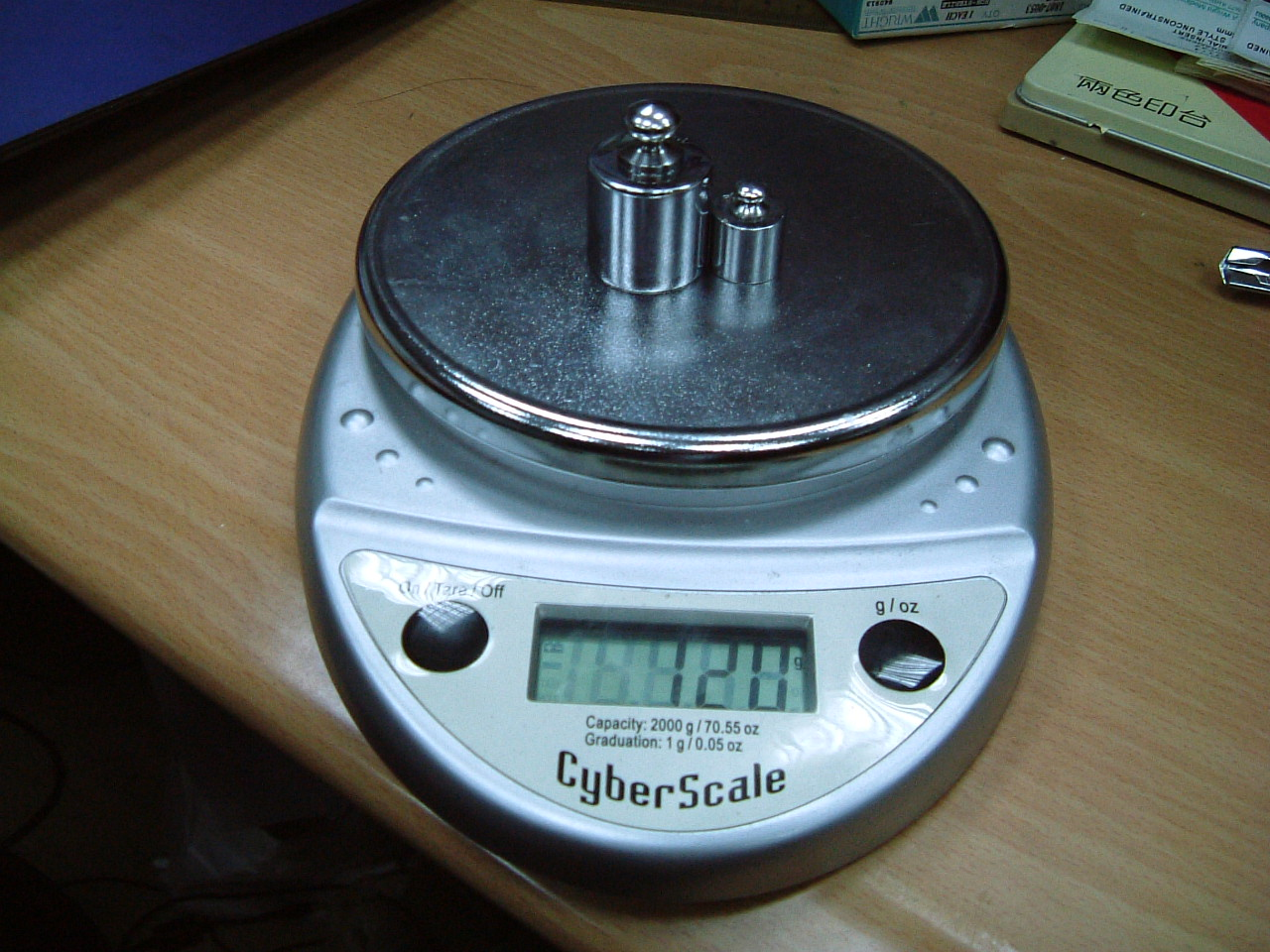
秤の較正

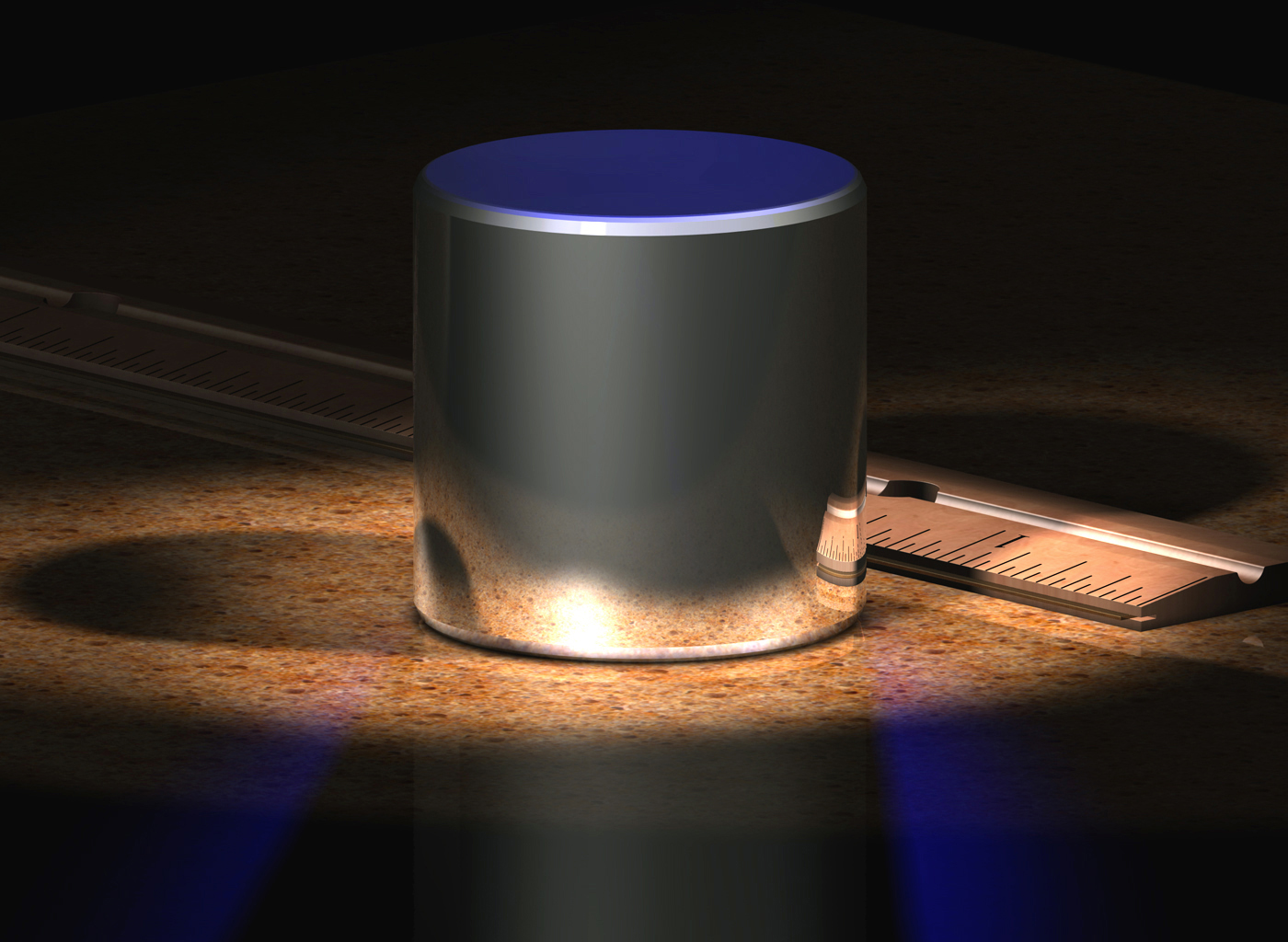
質量の標準器「キログラム原器」 (CG)

較正（こうせい、calibration）は、測定器の読み（出力）と、入力または測定の対象となる値との関係を比較する作業である。較正が本来の表記だが、「較」（コウ）は常用漢字の音訓表にない読みのため、校正（こうせい）またはこう正と表記することもある。「かくせい」とは読まない。
例えば、ある機器に流れる電流について、「ある測定器で測ったら1Aだったが別の測定器では5Aになる」のであれば、それらの測定は用をなさない。較正は、それぞれの測定器の読みのずれを把握し、共通の測定の基盤を作る行為である。
上の例では、安定的に既知のアンペア数の電流を流すことができるような機器（標準器）を測定することで、個々の測定器の読みが期待する値からどれだけずれているかを知ることができる。この行為が較正であり、較正の結果（ずれている量）を加味することで、測定は適正に行われる。較正の結果は測定器に固有のデータとして保管され、必要に応じて測定などの際に参照されることが多い。

## トレーサビリティ
標準器による較正を受けた測定器を用いて、適切な対象を測定し、その値付けを行うことによって、別な標準器とすることが可能である。当然、その標準器によって更なる較正を行うことができる。このように較正は、厳密に定義された国家標準などをおおもととし、測定器と標準器とを介して、段階的に連鎖する測定の体系を構築するものである。この較正の連鎖をトレーサビリティと呼ぶ。また、このような較正体系を図式化したものを、トレーサビリティチャートと呼ぶ。

## 各分野における較正
本節においては、較正/校正/こう正の表記について、各分野の慣例あるいは法令等に倣って記載している。

### 計量法に基づく計量器の校正
計量法に規定する「計量器の校正」の定義は、「その計量器の表示する物象の状態の量と（中略）標準となる特定の物象の状態の量との差を測定することをいう」とされており、その差を最小とするための調整は含んでいない（同法第2条第7項）。

### その他の法令に基づくこう正・校正
計量法以外の法令には、同音で較正という規定もあるが、計量法における計量器の校正のような定義規定は置かれていない。実務上は対象とする測定器の特徴に応じ、「こう正」、「校正」いずれの場合においても、調整も含む例も含まない例もある。法令などが較（かく）を“こう”と読ませる場合に使用しないのは、“こう”が常用漢字の読みから外れるからである（参考：平成22年11月30日、日本国文化庁発行、“常用漢字表”28ページ参照）。
ちなみに、わかりやすい例を挙げれば、
- テレビの時報とともに腕時計を見て、「x秒の遅れだ」と認識するとき、このずれを認識する行為は調整を含んでいない。
- このときに自分の腕時計を調整して時報に合わせる場合、この調整を含めて「較正」「校正」と呼ぶこともある。

こう正・校正の英訳はキャリブレーション (calibration) が用いられるが、calibration は「調整」（アジャスティング: adjusting）を含むことが多い。

#### 道路運送車両法での例
道路運送車両法第12条第1項に基づく登録校正実施機関が行う校正は、自動車検査用機械器具の校正に係る国土交通大臣の定める技術上の基準（平成7年運輸省告示第377号）に従い実施することになっている。同基準において、多くの自動車検査用機械器具について許される誤差が示されているだけであり、誤差がその範囲内であることを確認すれば調整は不要である。しかしながら、自動車検査用機械器具に係る国土交通大臣の定める技術上の基準（平成7年運輸省告示第375号）第51条に定める一酸化炭素測定器の「ゼロ校正」「スパン校正」は、調整を含むものと解される。

#### 電波法での例
電波法第102条の18に基づく指定較正機関であるテレコムエンジニアリングセンター、インターテック及びキーサイト・テクノロジーが行う較正においては、周波数計の基準周波数は標準周波数と比較して調整することになっているが、高周波電力計の指示値については被較正電力計の指示値に対する較正値（較正用高周波電力計の表示値）を較正結果として通知するだけで、調整を行わなくとも較正としている。
なお、電波法第24条の2第4項第2号においては、電波法に基づくもの及び外国において行うこれに相当するものを「較正」、計量法に基づくものを「校正」と呼び分け、両者を総称して「較正等」と呼んでいる。

## 表示較正
コンピュータの表示装置であるディスプレイを測定器（モニタ）ととらえ、そこに期待とおりに画像が表示されるよう調整することを表示こう正、またはモニタキャリブレーションと呼ぶ。
通常、輝度・ガンマ・色の調整を指す。CRTモニタの場合には歪曲、アスペクト比、フォーカス、色ずれなどの調整も含み得る。
DTP用途においては、より正確な色再現性を要求されるため、ディスプレイだけでなく、プリンター，イメージスキャナ、デジタルカメラなどにおいても調整を行う場合があり、これを総称してカラーキャリブレーションと呼ぶ。